# Cicely Tyson

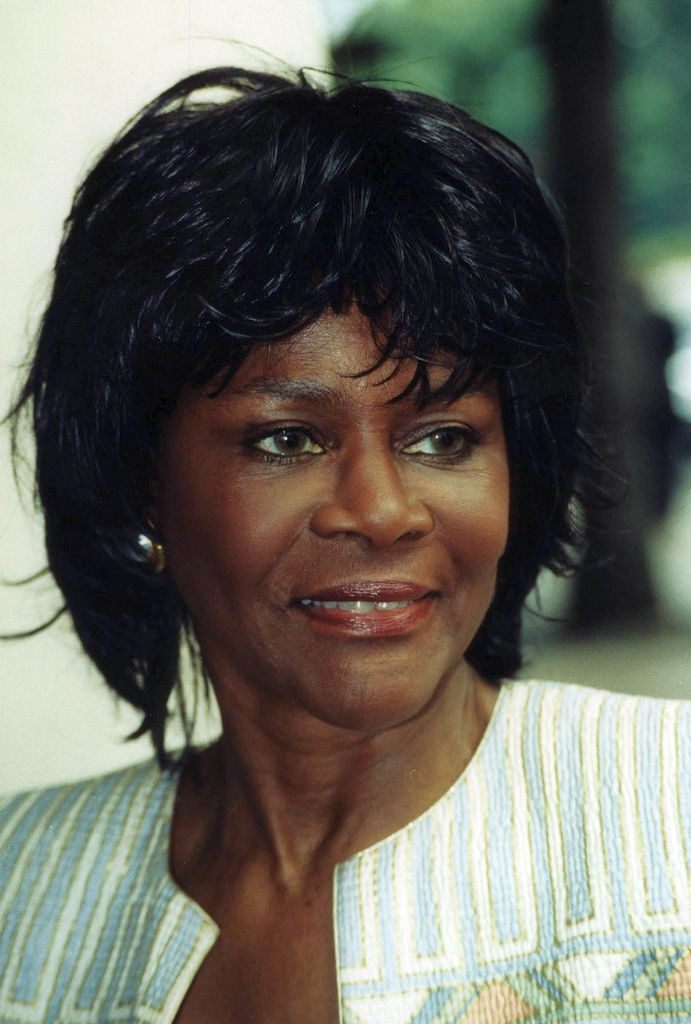
Cicely Tyson (1999)

Cicely Tyson (19 tháng 12 năm 1924 - 28 tháng 1 năm 2021) là một nữ diễn viên và người mẫu thời trang người Mỹ. Trong sự nghiệp kéo dài hơn bảy thập kỷ, bà được biết đến với các vai diễn phụ nữ Mỹ gốc Phi mạnh mẽ. Tyson đã nhận được ba giải Primetime Emmy, bốn giải Black Reel, một giải Screen Actors Guild, một giải Tony, một giải Oscar danh dự và một giải Peabody.
Xuất hiện trong các vai nhỏ trong phim và truyền hình  trong giai đoạn đầu sự nghiệp, Tyson đã thu hút được sự chú ý rộng rãi và đánh giá cao từ giới phê bình cho vai diễn Rebecca Morgan trong Sounder (1972); cô đã được đề cử cho cả Giải Oscar và Giải Quả cầu vàng cho Nữ diễn viên chính xuất sắc nhất cho tác phẩm của cô trong phim. Tyson thể hiện vai chính trong bộ phim truyền hình năm 1974 The Autobiography of Miss Jane Pittman và đã giành được nhiều lời khen ngợi hơn nữa; vai diễn đã giành được hai giải Emmy và một đề cử cho Giải BAFTA cho Nữ diễn viên chính xuất sắc nhất trong vai chính.
Tyson tiếp tục tham gia đóng phim và truyền hình trong thế kỷ 21. Năm 2011, bà đóng vai Constantine Jefferson trong bộ phim đoạt giải The Help. Bà cũng đóng vai định kỳ của Ophelia Harkness trong bộ phim truyền hình hợp pháp How to Get Away With Murder kể từ khi chương trình bắt đầu vào năm 2014, Tyson đã được đề cử giải Primetime Emmy cho Nữ diễn viên chính xuất sắc trong phim truyền hình dài tập.